# Jean-Monnet-Programm
Das Jean-Monnet-Programm, auch bekannt als Jean-Monnet-Projekt, ist eine Initiative der Europäischen Union um Lehre, Forschung und Reflexion zur europäischen Integration an den Hochschulen zu fördern. Es ist nach Jean Monnet (1888–1979) benannt, der für viele ein Chefarchitekt der Europäischen Einigung ist.

## Überblick
Das Programm umfasst das Netzwerk von Jean-Monnet-Spitzenforschungszentren, Institutionen auf universitärem Level, die von der Europäischen Kommissionen für hochqualitative Forschung und Lehre im Bezug zur europäischen Integration anerkannt sind. Weiterhin finanziert die Kommission Jean-Monnet-Lehrstühle und die Jean-Monnet-Lehrmodule.
Das Programm wurde 1989 das erste Mal aufgelegt und richtet zwischen 1990 und 2011 162 Jean-Monnet-Spitzenforschungszentren, 875 Lehrstühle und 1101 Lehrmodule weltweit in 72 Ländern und fünf Kontinenten. So erreichen die Projekte, an denen 1.500 Hochschullehrer teilnehmen, jährlich etwa 500.000 Studenten. Jean-Monnet-Projekte werden nach Peer-Review-Prüfung durch unabhängige Fachkollegen aufgrund ihrer wissenschaftlichen Bedeutung ausgewählt. Die Projekte werden unter strikter Einhaltung des Grundsatzes der Freiheit von Wissenschaft und Lehre durchgeführt.

## Jean-Monnet-Aktionen
Jean-Monnet-Aktionen sollen Brücken bauen zwischen Akademikern, Forschenden und politischen Entscheidungsträgern auf EU-Ebene. Der Schwerpunkt liegt dabei auf Studium und Forschung zur EU-Integration und auf Einsichten in die Lage Europas in der globalisierten Welt. Die Jean-Monnet-Aktionen werden von und für Hochschuleinrichtungen organisiert.

## Jean-Monnet-Lehrstühle
Jean-Monnet-Lehrstühle sind Lehrstühle für Professoren oder sonstige angesehene Hochschullehrer, die sich auf EU-Studien spezialisiert haben.
Ziele von Jean-Monnet-Lehrstühlen:
- Vertiefung der Lehrtätigkeit im Bereich EU-Studien im Rahmen des Curriculums ihrer Einrichtung
- Durchführung, Monitoring und Beaufsichtigung von Forschungsarbeiten zu EU-Themen auf allen Ebenen des Bildungssektors
- Beratung und Betreuung der jungen Generation von Lehrkräften und Forschenden
- vertiefte Beratung zu europäischen Themen für künftige Fachkräfte

Aufgaben der Inhaber von Jean-Monnet-Lehrstühlen:
- Veröffentlichung von Büchern im Hochschulverlag während des Förderzeitraums – der Zuschuss deckt einen Teil der Kosten für die Veröffentlichung und, sofern erforderlich, für die Übersetzung
- Teilnahme an Veranstaltungen zur Verbreitung der Ergebnisse sowie an Informationsveranstaltungen auf nationaler und europäischer Ebene
- Organisation von Veranstaltungen (Vorträge, Seminare, Workshops usw.) mit politischen Entscheidungsträgern, der Zivilgesellschaft und Schulen
- Networking mit anderen im Rahmen von Jean-Monnet-Aktivitäten unterstützten Wissenschaftlern und Einrichtungen
- Einsatz freier Lern- und Lehrmaterialien und Veröffentlichung von Zusammenfassungen, Inhalt, Ablauf und erwarteten Ergebnissen ihrer Aktivitäten